# Červená mláka
Červená mláka (855 m n.p.m.) – przełęcz w północnej (słowackiej) części Gór Tokajsko-Slańskich.
Znajduje się w głównym grzbiecie Gór Tokajsko-Slańskich, w północnych partiach ich słowackiej części. Ma formę dość szerokiego siodła, rozdzielającego masywy najwyższych szczytów tych gór: najwyższej Šimonki (1092 m n.p.m.) na południu i drugiej co do wysokości Čiernej hory (1073 m n.p.m.) na północnym zachodzie. Jest całkowicie zalesiona i nieco podmokła (stąd nazwa).
Nie ma praktycznego znaczenia komunikacyjnego, jest natomiast skrzyżowaniem pieszych szlaków turystycznych: 
 Ruská Nová Ves – Tri Chotáre – Przełęcz Hanuszowska – Čierna hora – przełęcz Červená mláka – przełęcz Grimov laz – Makovica – Mošník – Przełęcz Herlańska – Lazy – Przełęcz Slańska – Slanec
 Bystré – Hermanovce nad Topľou – przełęcz Červená mlaka – Zlatá Baňa